# Свиридов, Сергей Петрович
Серге́й Петро́вич Свири́дов (род. 20 октября 1990, Свердловск) — российский легкоатлет, специалист по многоборьям. Выступал за сборную России по лёгкой атлетике в конце 2000-х — середине 2010-х годов, серебряный призёр Универсиады в Казани, победитель Кубка Европы в командном зачёте, двукратный чемпион России в десятиборье, участник летних Олимпийских игр в Лондоне. Представлял Москву и Кемеровскую область. Мастер спорта России международного класса.

## Биография
Сергей Свиридов родился 20 октября 1990 года в Свердловске. Впоследствии проживал в Кемерове.
Как легкоатлет проходил подготовку в столичном физкультурно-спортивном объединении «Юность Москвы», был подопечным тренеров А. Г. Кислых, П. В. Свиридова, В. Н. Новикова, С. В. Желанова.
Впервые заявил о себе в лёгкой атлетике на международном уровне в сезоне 2009 года, когда вошёл в состав российской национальной сборной и выступил на юниорском европейском первенстве в Нови-Саде, где занял 15-е место в программе десятиборья.
В 2012 году на чемпионате России в Чебоксарах превзошёл всех соперников в десятиборье и тем самым удостоился права защищать честь страны на летних Олимпийских играх в Лондоне. В Играх набрал в сумме всех дисциплин 8219 очков, расположившись в итоговом протоколе соревнований на восьмой строке.
После лондонской Олимпиады Свиридов остался в составе российской легкоатлетической сборной на ещё один олимпийский цикл и продолжил принимать участие в крупнейших международных стартах. Так, в 2013 году он представлял страну на летней Универсиаде в Казани, откуда привёз награду серебряного достоинства — уступил в десятиборье только бельгийцу Томасу ван дер Платсену. Позже стартовал на домашнем чемпионате мира в Москве, где с результатом в 7843 очка закрыл двадцатку сильнейших.
В 2014 году в одержал победу на чемпионате России в Чебоксарах, успешно выступил на Кубке Европы по легкоатлетическим многоборьям в Торуне, где стал четвёртым в личном зачёте и помог своим соотечественникам выиграть общий командный зачёт. На последовавшем чемпионате Европы в Цюрихе вынужден был досрочно завершить выступление и не показал никакого результата.
В 2016 году в составе сборной команды Кемеровской области выиграл серебряную медаль в эстафете 4 × 110 метров с барьерами на эстафетном чемпионате России в Адлере.
За выдающиеся спортивные достижения удостоен почётного звания «Мастер спорта России международного класса».